# 1834年西班牙大選
1834年西班牙大選選出西班牙議會中眾議院的188席。

## 歷史
是次乃12年來首次選舉，代表西班牙由專制的不祥十年回到自由主義。是次選舉乃根據1834年西班牙皇家法規下舉行。由於憲法制度尚未完善，全國1200萬人僅約1萬8千人可以投票。本次选举时执政的内阁是第二次马丁内斯·德拉罗萨内阁，是首次以首相为内阁首脑的内阁。

## 選區
是次選舉在48個選區和1個小選區舉行，並採用領先者當選制度。

## 結果
| 政黨 | 政黨   | 議席 | 變動   |
| ---- | ------ | ---- | ------ |
|      | 溫和黨 | 111  | 新成立 |
|      | 進步黨 | 77   | 新成立 |
| 總共 | 總共   | 188  |        |